# Sascha von Zambelly

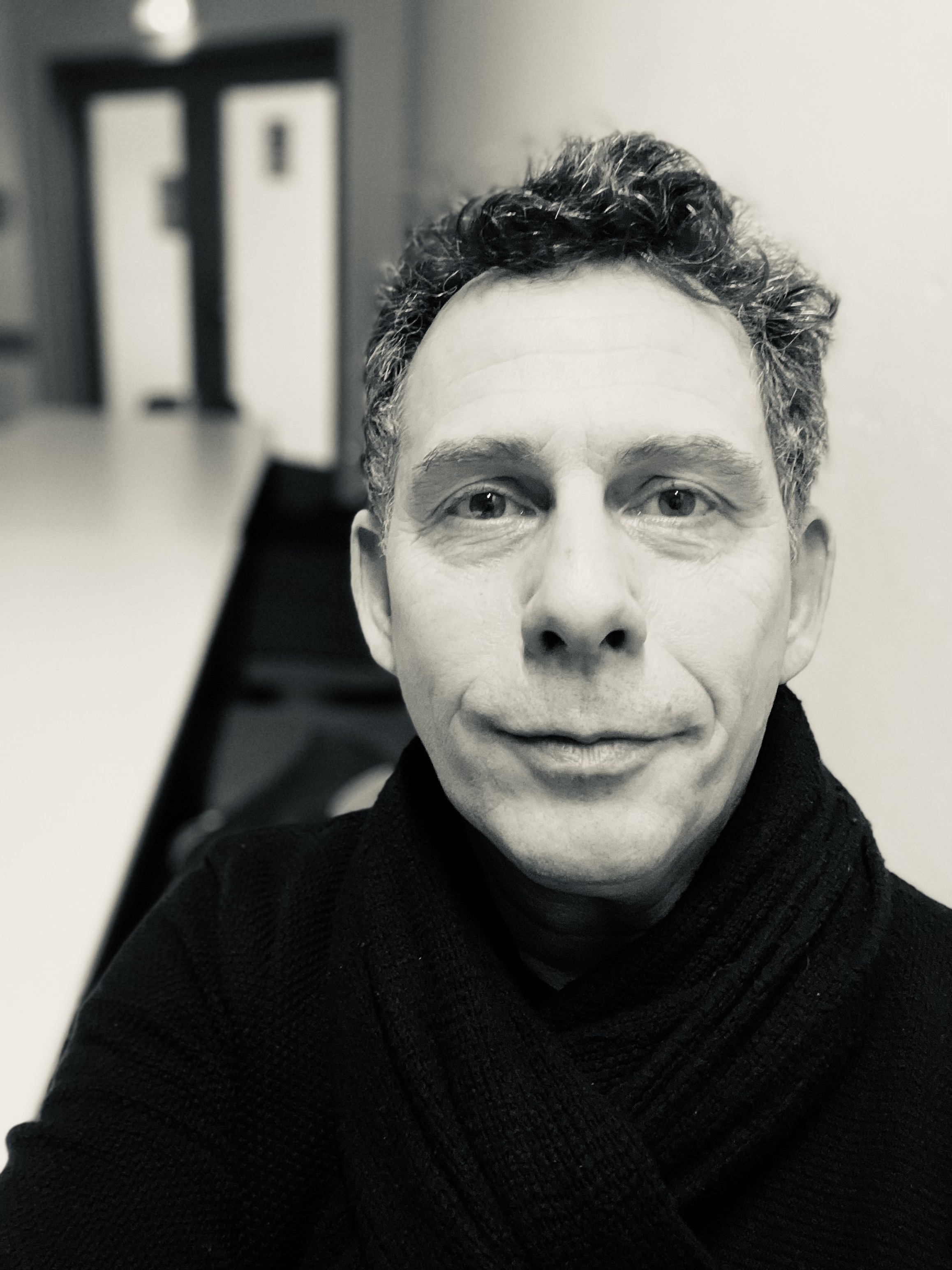
Sascha von Zambelly, 2022

Sascha von Zambelly (* 16. April 1968 in Wien) ist ein in Deutschland (Mülheim an der Ruhr) lebender Schauspieler, Hörspiel- und Synchronsprecher.

## Leben
Sascha von Zambelly wurde 1968 in Wien geboren und absolvierte seine Ausbildung zum Schauspieler und Theaterfachmann am Theater in Cronenberg (TiC) in Wuppertal, die er mit seinem Erstengagement am Münchner Theater für Kinder über die ZBF München abschloss.
Als Schauspieler wirkte er anschließend auf verschiedenen renommierten Theaterbühnen wie unter anderem am Grillo-Theater (Schauspiel Essen), Theater Bielefeld, Theater Freiburg und am Nationaltheater Mannheim sowie in verschiedenen Produktionen in der Schweiz und in Österreich.
Inspiriert vom Stimm- und Sprechtraining, begann von Zambelly mit ersten Lesungen und Sprecherprojekten, gefolgt von einem intensiven Mikrofontraining bei Christoph Hilger Mitte der 1990er. Er ist daher nicht nur regelmäßig und erfolgreich als Hörspiel- und Computerspielsprecher, sondern seit 2012 auch als Synchronsprecher tätig. Zudem unterrichtete er als Dozent in Bochum im Bereich Acting, Voice & Communication.

## Sprechrollen (Auswahl)
Synchronisation
- 2018: Prinz Charming für Carlos Alazraqui (als Fraselli)
- 2017: Night is Short, Walk on Girl für Jun'ichi Suwabe (als Nise Jogasaki)
- 2016: Viking Legacy für Les Kenny-Green (als Finian)

Hörspiele
- Gruselkabinett
- Sherlock Holmes
- 20.000 Meilen unter dem Meer